# Submarino U-773
El submarino alemán U-773 fue un submarino tipo VIIC de la Kriegsmarine de la Alemania nazi durante la Segunda Guerra Mundial .
Se ordenó su construcción el 21 de noviembre de 1940 y se depositó el 13 de octubre de 1942 en Kriegsmarinewerft, Wilhelmshaven, dentro del astillero número 156. Fue botado el 8 de diciembre de 1943 y comisionado bajo el mando del Oberleutnant zur See Richard Lange el 20 de enero de 1944.

## Diseño
Los submarinos alemanes Tipo VIIC fueron precedidos por los submarinos más cortos Tipo VIIB . El U-773 tenía un desplazamiento de 769 toneladas (756,9 LT) cuando estaba en la superficie y 871 toneladas (857,2 LT) mientras estaba sumergido. Tenía una longitud total de 67,1 m (220' 1,70"), una eslora de casco presurizado de 50,5 m (165' 81/5"), una viga de 6,2 m (20' 4,10"), una altura de 9,6 m (31' 6"), y un calado de 4,74 m (15' 63/5"). El submarino estaba propulsado por dos motores diesel sobrealimentados Germaniawerft F46 de cuatro tiempos y seis cilindros . produciendo un total de 2.800 a 3.200 caballos de fuerza métricos (2.060 a 2.350 kW; 2.760 a 3.160 shp) para uso en superficie, dos motores eléctricos Garbe, Lahmeyer & Co. RP 137/c de doble efecto que producen un total de 750 caballos de fuerza métricos (550 kW; 740 shp) para uso sumergido. Tenía dos ejes y dos hélices de 1,23 m (4 pies ) . El barco era capaz de operar a profundidades de hasta 230 metros (750 pies).
El submarino tenía una velocidad máxima en superficie de 17,7 nudos (32,8 km/h; 20,4 mph) y una velocidad máxima sumergida de 7,6 nudos (14,1 km/h; 8,7 mph).  Cuando estaba sumergido, el barco podía operar durante 80 millas náuticas (150 km; 92 mi) a 4 nudos (7,4 km/h; 4,6 mph); cuando salió a la superficie, podría viajar 8.500 millas náuticas (15.700 km; 9.800 mi) a 10 nudos (19 km / h; 12 mph). El U-773 estaba equipado con cinco tubos lanzatorpedos de 53,3 cm (21 pulgadas) (cuatro instalados en la proa y uno en la popa), catorce torpedos o 26 minas TMA , un cañón naval SK C/35 de 8,8 cm (3,46 pulgadas) , ( 220 cartuchos), uno de 3,7 cm (1,5 pulgadas) Flak M42 y dos gemelos de 2 cm (0,79 pulgadas) C/30cañones antiaéreos. El barco tenía una dotación de entre 44 y 52 hombres.

## Historial de servicio
El U-773 participó en tres patrullas de guerra que no arrojaron barcos hundidos ni dañados.
El 9 de mayo de 1945, el U-773 se rindió en Lofjord, cerca de Trondheim, Noruega . Más tarde el 29 de mayo de 1945 fue trasladado a Loch Ryan, Escocia. De los 156 submarinos que finalmente se rindieron a las fuerzas aliadas al final de la guerra, el U-773 fue uno de los 116 seleccionados para participar en la Operación Deadlight. El U-773 fue remolcado y hundido el 8 de diciembre de 1945 por causas desconocidas.
El pecio ahora se encuentra en las coordenadas 56°10′N 10°05′O / 56.167, -10.083.